# Омский завод плавленых сыров
Омский завод плавленых сыров (во времена СССР — Омская маслосырбаза «Росглавмаслосырпром») — завод, на котором был разработан рецепт сладкого плавленого сыра «Омичка». Юридическое лицо, владеющее предприятием — ООО «Ястро» (с 2012 года).
Омский цех плавленых сыров был организован в 1939 году в приспособленном помещении, без специального оборудования. Постепенно цех маслосырбазы модернизирован, существенно наращены объёмы производств. За 1951 год было выработано 10 тонн плавленого сыра «Новый». С 1955 года цех начал вырабатывать колбасный сыр 30 % жирности. За 1951—1955 годы было выработано 602 тонны плавленого сыра, за 1961—1965 годы — 9827 тонн. В 1967 году цех сменил помещение, было установлено новое оборудование: котлы-плавители, шприцы, автоматы по расфасовке в брикеты. За 1971—1975 годы цех выпустил 13929 тонн плавленого сыра.
В 1971 году начальник цеха З. А. Кутмина и старший мастер Валентина Андреевна Панфилова разработали новый вид плавленого сыра «Омичка». Авторам было выдано авторское свидетельство на «способ производства плавленого сыра». В 1971 году «Омички» было выработано 60 тонн, в 1983 году — 147 тонн. С 1971 года сыр «Омичка» выпускался с государственным знаком качества.
В 1976 году по предложению начальника цеха А. П. Лещенко был изготовлен парафинер для парафинирования колбасного сыра. С того же года в цехе использовались тельферные подъёмники.
К концу 2002 года из-за устаревания основных фондов и применяемых технологий производства завод значительно снизил объемы выпуска продукции. В 2003 году началась реорганизация предприятия, была проведена реконструкция ряда действующего оборудования, внедрены новые линии по производству плавленых сыров, установлены аппараты для упаковки сыров в современную упаковку.
В 2013 году была установлена итальянская линия по производству плавленого сыра в секторах Corazza, введён в эксплуатацию участок по производству слайсов с американским экструдером GBM и итальянским упаковочным оборудованием PFM. Плавление сыра по состоянию на середину 2010-х годов осуществляется в немецких котлах-плавителях Inotec и Stephan.
По состоянию на 2010-е годы предприятие выпускает до 70 наименований плавленых сыров в различной упаковке под шестью марками: «Жинкина крынка», «Омичка», «Знатный купец», «Луговской», «Бирыч» и «Омский завод плавленых сыров». Продукция сбывается как в Омской области, так и по всей России. Основную отличительную торговую марку — «Омичка» — владельцы предприятия пытались зарегистрировать как собственный товарный знак, но российские суды признали право других предприятий выпускать продукцию под этой маркой.